# Perfetti Van Melle
Perfetti Van Melle ist ein italienisch-niederländischer Konzern, der Süßwaren und Kaugummi herstellt. Der Konzern entstand 2001, als die italienische Gruppe Perfetti den niederländischen Hersteller Van Melle übernahm. Der Sitz des Mutterunternehmens der Gruppe, Perfetti Van Melle S.p.A./B.V., befindet sich in Lainate, Italien, und Breda, Niederlande.
Das Unternehmen beschäftigt Stand 2022 weltweit rund 18.200 Menschen in 39 Tochtergesellschaften und vertreibt seine Produkte in 150 Ländern.

## Geschichte
Die Perfetti S.p.A. wurde 1946 von den Brüdern Ambrogio und Egidio Perfetti in Italien gegründet, der Ursprung des Unternehmens Van Melle liegt hingegen bei einem 1900 von Izaak Van Melle gegründetem Süßwarengeschäft.
2006 wurden 100 % des spanischen Lutscherherstellers Chupa Chups übernommen.
Seit 2013 ist der vorherige Chef der indischen Abteilung, Sameer Suneja, CEO des Unternehmens.
2022 übernahm das Unternehmen die Geschäfte der Kaugummimarken Trident, Dentyne, Stimorol, Hollywood, V6, Chiclets, Bubbaloo und Bubblicious sowie weitere Süßwarenmarken für den Großteil des Europäischen Marktes, den USA und Kanada von Mondelez für 1,35 Milliarden US-Dollar. Perfetti gründete zudem 2023 eine Tochterfirma in der Schweiz, welche ab Ende 2024 die Produkte auf dem Schweizer Markt vertreiben soll.

## Marken

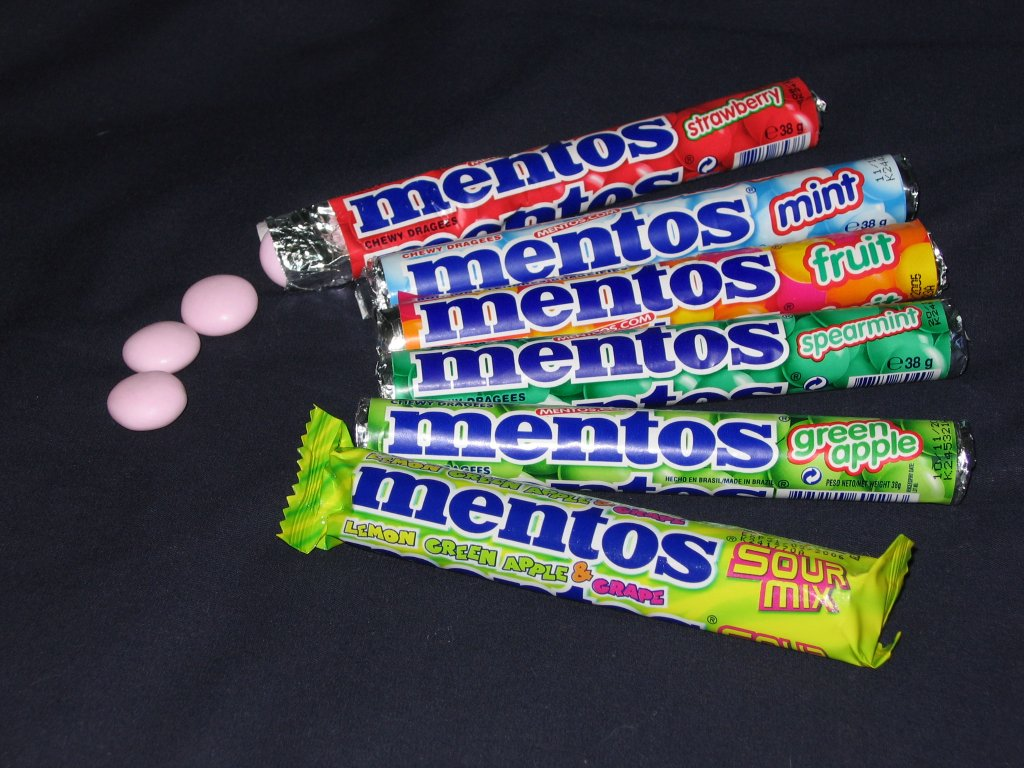
Mentos Kaubonbons

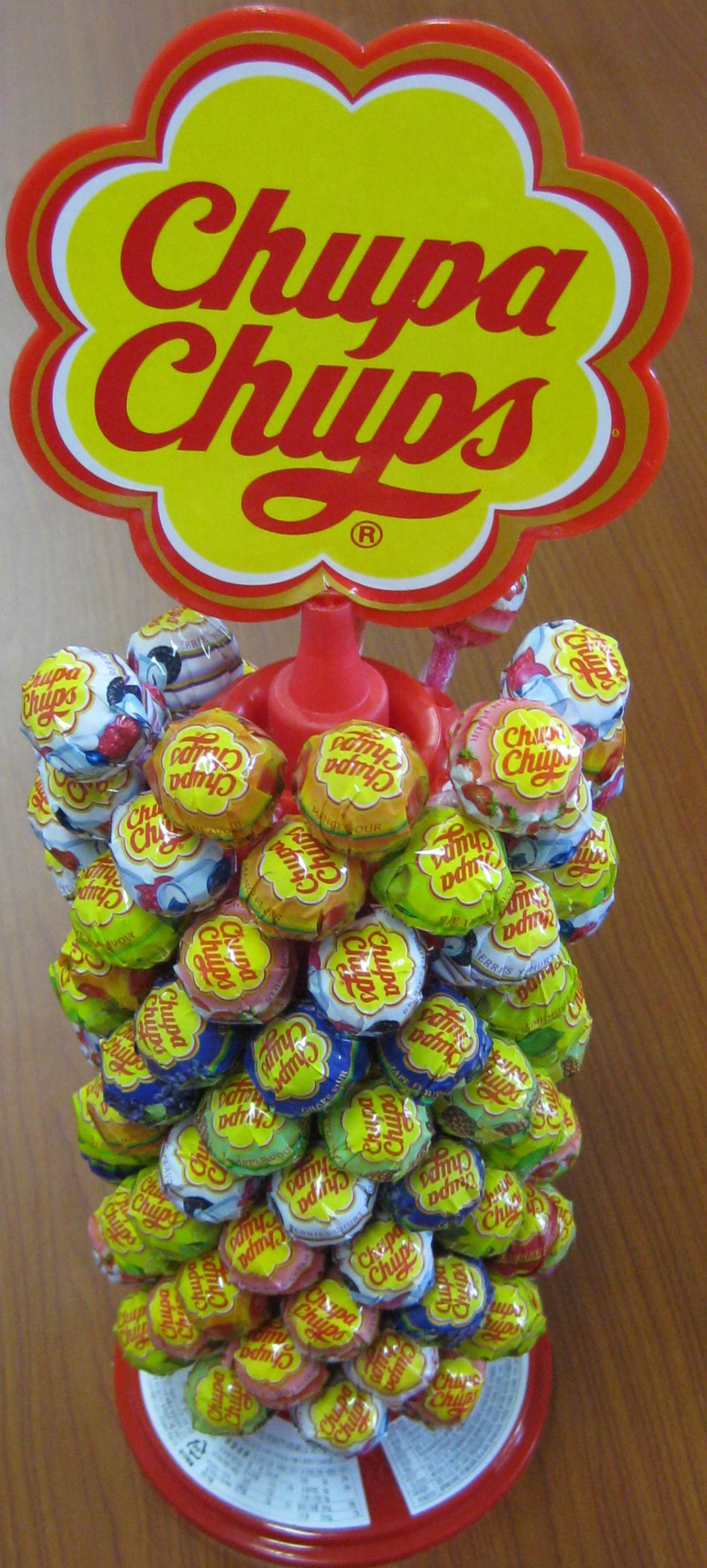
Chupa Chups Dauerlutscher

In den 33 Fabriken des Unternehmens werden Produkte folgender Marken produziert:
- Airheads
- Alpenliebe
- Benegum
- Big Babol
- Bubbaloo
- Bubbilicious
- Brooklyn
- Cachou Lajeunie
- Center Fruit
- Center Shock
- Chlormint
- Chupa Chups
- Daygum
- Dentyne
- Frisk
- Fruittella
- Goleador
- Golia
- Happydent
- Hollywood
- Klene
- La Vosgienne
- Look-O-Look
- Meller
- Mentos
- Morositas
- Smint
- Stimorol
- StopNot
- Tabù
- Trident
- V6
- Sula
- Vigorsol
- Vivident